# Temporada da NFL de 1968
A Temporada de 1968 da NFL foi a 49ª temporada regular da National Football League.   Por conta de um acordo na temporada anterior, o New Orleans Saints e New York Giants trocaram de divisão; os Saints se juntaram à Divisão Century, enquanto os Giants se tornaram parte da Divisão Capitol. 
O Cleveland Browns, após vencer o Dallas Cowboys na final da Eastern Conference; e o Baltimore Colts superar o Minnesota Vikings na decisão da Western Conference; ambos se classificaram ao championship game da NFL, disputado no dia 29 de Dezembro de 1968 no Cleveland Municipal Stadium, em Cleveland, Ohio. A partida terminou com a vitória do Baltimore Colts por 34 a 0, consagrando-se campeão da NFL.
Na American Football League (AFL), New York Jets enfrentou o Oakland Raiders e se consagrou o campeão da liga. Portanto, Baltimore Colts e New York Jets classificaram-se ao Super Bowl III, na época, conhecido pela terceira edição do AFL–NFL Championship Game, disputado no dia 12 de Janeiro de 1969 no Orange Bowl em Miami, Flórida. A partida terminou 17 a 6 para o New York Jets.

## Draft
O Draft NFL/AFL para aquela temporada foi realizado entre os dias 30 e 31 de Janeiro de 1968, no Belmont Plaza Hotel, em Nova Iorque. E com a primeira escolha, o Minnesota Vikings, selecionou o futuro membro do Pro Football Hall of Fame, Ron Yary, tackle da Universidade do Sul da Califórnia.

## Classificação Final
Assim ficou a classificação final da National Football League em 1968:
P = Nº de Partidas, V = Vitórias, D = Derrotas, E = Empates, PCT = Porcentagem de vitória, DIV = Recorde de partidas da própria divisão, CONF = Recorde de partidas na própria conferência PF = Pontos a favor, PA = Pontos contra
      - marca os times que levaram o titulo de suas divisões. 
| Eastern Conference  |    |    |   |      |       |       |     |     |
| NFL Capitol         |    |    |   |      |       |       |     |     |
| Time                | V  | D  | E | PCT  | DIV   | CONF  | PF  | PA  |
| Dallas Cowboys      | 12 | 2  | 0 | .857 | 5–1   | 9–1   | 431 | 186 |
| New York Giants     | 7  | 7  | 0 | .500 | 5–1   | 7–3   | 294 | 325 |
| Washington Redskins | 5  | 9  | 0 | .357 | 2–4   | 3–7   | 249 | 358 |
| Philadelphia Eagles | 2  | 12 | 0 | .143 | 0–6   | 1–9   | 202 | 351 |
| NFL Century         |    |    |   |      |       |       |     |     |
| Time                | V  | D  | E | PCT  | DIV   | CONF  | PF  | PA  |
| Cleveland Browns    | 10 | 4  | 0 | .714 | 4–2   | 7–3   | 394 | 273 |
| St. Louis Cardinals | 9  | 4  | 1 | .692 | 5–0–1 | 8–1–1 | 325 | 289 |
| New Orleans Saints  | 4  | 9  | 1 | .308 | 2–4   | 3–7   | 246 | 327 |
| Pittsburgh Steelers | 2  | 11 | 1 | .154 | 0–5–1 | 1–8–1 | 244 | 397 |

| Western Conference  |    |    |   |      |       |       |     |     |
| NFL Coastal         |    |    |   |      |       |       |     |     |
| Time                | V  | D  | E | PCT  | DIV   | CONF  | PF  | PA  |
| Baltimore Colts     | 13 | 1  | 0 | .929 | 6–0   | 10–0  | 402 | 144 |
| Los Angeles Rams    | 10 | 3  | 1 | .769 | 3–2–1 | 6–3–1 | 312 | 200 |
| San Francisco 49ers | 7  | 6  | 1 | .538 | 2–3–1 | 4–5–1 | 303 | 310 |
| Atlanta Falcons     | 2  | 12 | 0 | .143 | 0–6   | 1–9   | 170 | 389 |
| NFL Central         |    |    |   |      |       |       |     |     |
| Time                | V  | D  | E | PCT  | DIV   | CONF  | PF  | PA  |
| Minnesota Vikings   | 8  | 6  | 0 | .571 | 4–2   | 6–4   | 282 | 242 |
| Chicago Bears       | 7  | 7  | 0 | .500 | 3–3   | 5–5   | 250 | 333 |
| Green Bay Packers   | 6  | 7  | 1 | .462 | 1–4–1 | 2–7–1 | 281 | 227 |
| Detroit Lions       | 4  | 8  | 2 | .333 | 3–2–1 | 4–5–1 | 207 | 241 |

## Pós-Temporada

### Playoffs
|  | Conference championship games      | Conference championship games |   |  | NFL Championship Game              | NFL Championship Game |  |
|  |                                    |                               |   |  |                                    |                       |  |
|  | 22 de Dezembro – Memorial Stadium  |                               |   |  |                                    |                       |  |
|  | Minnesota Vikings                  | 14                            |   |  |                                    |                       |  |
|  | Baltimore Colts                    | 24                            |   |  |                                    |                       |  |
|  |                                    |                               |   |  |                                    |                       |  |
|  |                                    |                               |   |  | 29 de Dezembro – Cleveland Stadium |                       |  |
|  |                                    |                               |   |  | Baltimore Colts                    | 34                    |  |
|  |                                    | Cleveland Browns              | 0 |  |                                    |                       |  |
|  |                                    |                               |   |  |                                    |                       |  |
|  |                                    |                               |   |  |                                    |                       |  |
|  |                                    |                               |   |  |                                    |                       |  |
|  | 21 de Dezembro – Cleveland Stadium |                               |   |  |                                    |                       |  |
|  | Dallas Cowboys                     | 20                            |   |  |                                    |                       |  |
|  | Cleveland Browns                   | 31                            |   |  |                                    |                       |  |

### AFL–NFL World Championship Game
O Terceiro AFL-NFL World Championsip Game foi disputado entre Baltimore Colts e New York Jets em 12 de Janeiro de 1969, no Orange Bowl em Miami, na Flórida; e terminou com a vitória do Jets por 17 a 6.

## Líderes em estatísticas da Liga
| Estatística                                  | Nome            | Equipe              | Total |
| -------------------------------------------- | --------------- | ------------------- | ----- |
| Passando                                     |                 |                     |       |
| Jardas de Passe                              | John Brodie     | San Francisco 49ers | 3020  |
| Passes para TD                               | Earl Morrall    | Baltimore Colts     | 26    |
| % de Passes Completos                        | Bart Starr      | Green Bay Packers   | .637  |
| Correndo                                     |                 |                     |       |
| Jardas Corridas                              | Leroy Kelly     | Cleveland Browns    | 1239  |
| Corridas para TD                             | Leroy Kelly     | Cleveland Browns    | 16    |
| Recebendo                                    |                 |                     |       |
| Jardas Recebidas                             | Roy Jefferson   | Pittsburgh Steelers | 1074  |
| Nº de Recepções                              | Clifton McNeil  | San Francisco 49ers | 71    |
| Recepções para TD                            | Paul Warfield   | New York Giants     | 13    |
| Defesa                                       |                 |                     |       |
| Interceptações                               | Willie Williams | New York Giants     | 10    |
| Times Especiais                              |                 |                     |       |
| Média de Punt                                | Billy Lothridge | Atlanta Falcons     | 44.3  |
| Números coletados do Pro Football Reference. |                 |                     |       |

## Prêmios

### Jogador Mais Valioso
| Prêmio                       | Premiado     | Posição | Franquia        | Ref    |
| ---------------------------- | ------------ | ------- | --------------- | ------ |
| AP NFL Jogador Mais Valioso  | Earl Morrall | QB      | Baltimore Colts | [ 15 ] |
| UPI NFL Jogador Mais Valioso | Earl Morrall | QB      | Baltimore Colts | [ 16 ] |
| NEA NFL Jogador Mais Valioso | Earl Morrall | QB      | Baltimore Colts | [ 17 ] |
| Jim Thorpe Trophy            | Earl Morrall | QB      | Baltimore Colts | [ 18 ] |

### Treinador do Ano
| Prêmio                  | Premiado  | Franquia        | Ref    |
| ----------------------- | --------- | --------------- | ------ |
| AP NFL Treinador do Ano | Don Shula | Baltimore Colts | [ 19 ] |

### Calouro do Ano
| Prêmio                | Tipo      | Premiado        | Posição | Franquia        | Ref    |
| --------------------- | --------- | --------------- | ------- | --------------- | ------ |
| AP NFL Calouro do Ano | Ofensivo  | Earl McCullouch | WR      | Detroit Lions   | [ 20 ] |
| AP NFL Calouro do Ano | Defensivo | Claude Humphrey | DE      | Atlanta Falcons | [ 20 ] |

## Troca de Treinadores

### Pré-Temporada
- Chicago Bears: George Halas deixou o cargo de técnico e foi substituído por Jim Dooley.[21]
- San Francisco 49ers: Jack Christiansen foi substituído por Dick Nolan.[22]
- Green Bay Packers: Vince Lombardi deixou o cargo de técnico menos de um mês após vencer o Super Bowl II e foi substituído por seu assistente de longa data, Phil Bengston.[23]

### Temporada
- Atlanta Falcons: Norb Hecker foi demitido após três partida e foi substituído por Norm Van Brocklin.[24]

## Biografia
- NFL Record and Fact Book (ISBN 1-932994-36-X)
- NFL History 1931–1940 (Last accessed December 4, 2005)
- Total Football: The Official Encyclopedia of the National Football League (ISBN 0-06-270174-6)